# فروان، سوریه
فروان (به عربی: فروان) یک روستا در سوریه است که در ناحیه سنجار واقع شده‌است. فروان ۳۹۵ نفر جمعیت دارد.